# Nœud de rosette
Le nœud de rosette, parfois appelé nœud de lacet, est un nœud d'ajut. C'est la variante doublement gansé du nœud plat. Il ne glisse pas ni ne se défait tout seul, mais en tirant sur l'une des deux extrémités il s'ouvrira facilement.
Ce nœud est souvent utilisé pour lacer des chaussures.

## Variantes
Il existe plusieurs variantes du nœud de lacet, les plus notables étant :
- le double nœud, où les ganses, voire les ganses et les extrémités, sont nouées par un demi-nœud supplémentaire[2], qui permet à la fois de réduire la longueur et de bloquer le nœud en empêchant toute ouverture accidentelle, au prix d'une ouverture manuelle moins directe ;
- le nœud de sûreté, où après le demi-nœud initial, les ganses sont nouées avec un tour supplémentaire, ce qui forme un nœud de chirurgien inversé gansé, qui permet d'augmenter la friction afin de limiter les ouvertures accidentelles tout en conservant la simplicité d'ouverture manuelle.
- Le nœud de vache lorsque les deux nœuds simples sont noués dans le même sens (moins solide).